# Jay Asher
Jay Asher (Arcadia, 30 de septiembre de 1975) es un escritor estadounidense contemporáneo de novelas para adolescentes. Posee una publicación mayor en el género de la literatura para jóvenes adultos.

## Biografía
Jay Asher nació en Arcadia, California, el 30 de septiembre de 1975. Se crio en una familia que alentó todos sus intereses, desde tocar la guitarra hasta su escritura. Asistió a la universidad después de graduarse en el Instituto de San Luis Obispo. Fue allí donde escribió sus dos primeros libros infantiles y los escribió en una clase llamada Apreciación de Literatura Infantil. Después de secundaria, había decidido que quería ser profesor en una escuela primaria. Más tarde se trasladó a la Universidad Estatal Politécnica de California en San Luis Obispo, donde dejó su último año con el fin de seguir su carrera como un escritor serio. Está casado. A lo largo de su vida ha trabajado en diversos lugares, incluyendo como vendedor en una tienda de zapatos, así como en bibliotecas y librerías. Muchas de sus experiencias de trabajo han tenido un impacto en algún aspecto de su escritura.

## Carrera profesional
Este autor ha publicado dos obras hasta la fecha, 13 Reasons Why (Por Trece Razones en español), una novela de ficción para adultos jóvenes, que fue líder en ventas del New York Times en 2007, y The Future of Us, coescrita por Carolyn Mackler.
Ha escrito varios libros ilustrados y novelas de humor dirigidas a niños de secundaria. Por Trece Razones ha ganado varios premios y ha recibido cinco estrellas por la Teen Book Review. Además, ha recibido grandes elogios de parte de sus compañeros escritores, como Ellen Hopkins, Sherman Alexie, y Chris Crutcher, y Gordon Korman.
Asher es fan de la serie de televisión My So-Called Life. Dice de ella que es su mayor inspiración para su trabajo.

## Obras publicadas

### Novelas juveniles
- Por trece razones (Thirteen Reasons Why) (2007)
Esta es la historia de Hannah Baker, una chica que se ha suicidado. Ella revela las trece razones de su decisión en una serie de siete cintas de audio enviadas por correo a un compañero de clase, con las instrucciones para pasar de un estudiante a otro, al estilo de una carta en cadena. A través de la voz grabada de Hannah, sus compañeros aprenden las razones por las que Hannah decide quitarse la vida. Además de Hannah, el lector también contempla la historia a través de los ojos de Clay Jensen, uno de los destinatarios de las cintas.
- The Future of Us (2011), coescrita con Carolyn Mackler
Esta es la historia de Josh y Emma, dos adolescentes que eran los mejores amigos hasta un enorme malentendido. En 1996, Josh ayuda a Emma a crear su Internet, sólo para descubrir el Facebook antes de haberse inventado. Allí, pueden verse a sí mismos de cara a 15 años en el futuro: las actualizaciones de estado, información, amigos, etc. Empleando el Facebook, son capaces de cambiar sus destinos.
- Noche de luz (What Light) (2016)
Sierra está de paso por la ciudad junto a su familia, como lo hacen todos los años, por eso intentan no crear vínculos con nadie. Caleb necesita perdonarse por algo horrible que hizo (aunque recién cuando conoce a Sierra se da cuenta de ello). Sierra y Caleb se conocerán esta Navidad. Del autor del best seller mundial Por trece razones, llega una historia dulce y desgarradora, sobre el amor y el perdón, sobre las segundas oportunidades y la necesidad de ver a las personas por lo que realmente son.

### Cómics
- Piper (2017), con Jessica Freeburg

### No ficción
- Sunny Boy: More Than a Family Story (2017), memorias

## Adaptaciones
- Por trece razones (2017-2020), serie creada por Brian Yorkey, basada en la novela Por trece razones